# Berteroa gintlii
Berteroa gintlii är en korsblommig växtart som beskrevs av Josef Joseph Rohlena. Berteroa gintlii ingår i släktet sandvitor, och familjen korsblommiga växter. Inga underarter finns listade i Catalogue of Life.